# Сем Джаммалва
Сем Джаммалва (англ. Sam Giammalva; нар. 1 серпня 1934) — колишній американський тенісист.
Найвищим досягненням на турнірах Великого шолома був фінал в парному розряді.

## Фінали турнірів Великого шолома

### Парний розряд:1 поразка
| Результат | Рік  | Турнір        | Покриття | Партнер      | Суперники                  | Рахунок            |
| --------- | ---- | ------------- | -------- | ------------ | -------------------------- | ------------------ |
| Поразка   | 1958 | Чемпіонат США | Трава    | Беррі Маккей | Алекс Олмедо Гем Річардсон | 6–3, 3–6, 4–6, 4–6 |